# Взуття

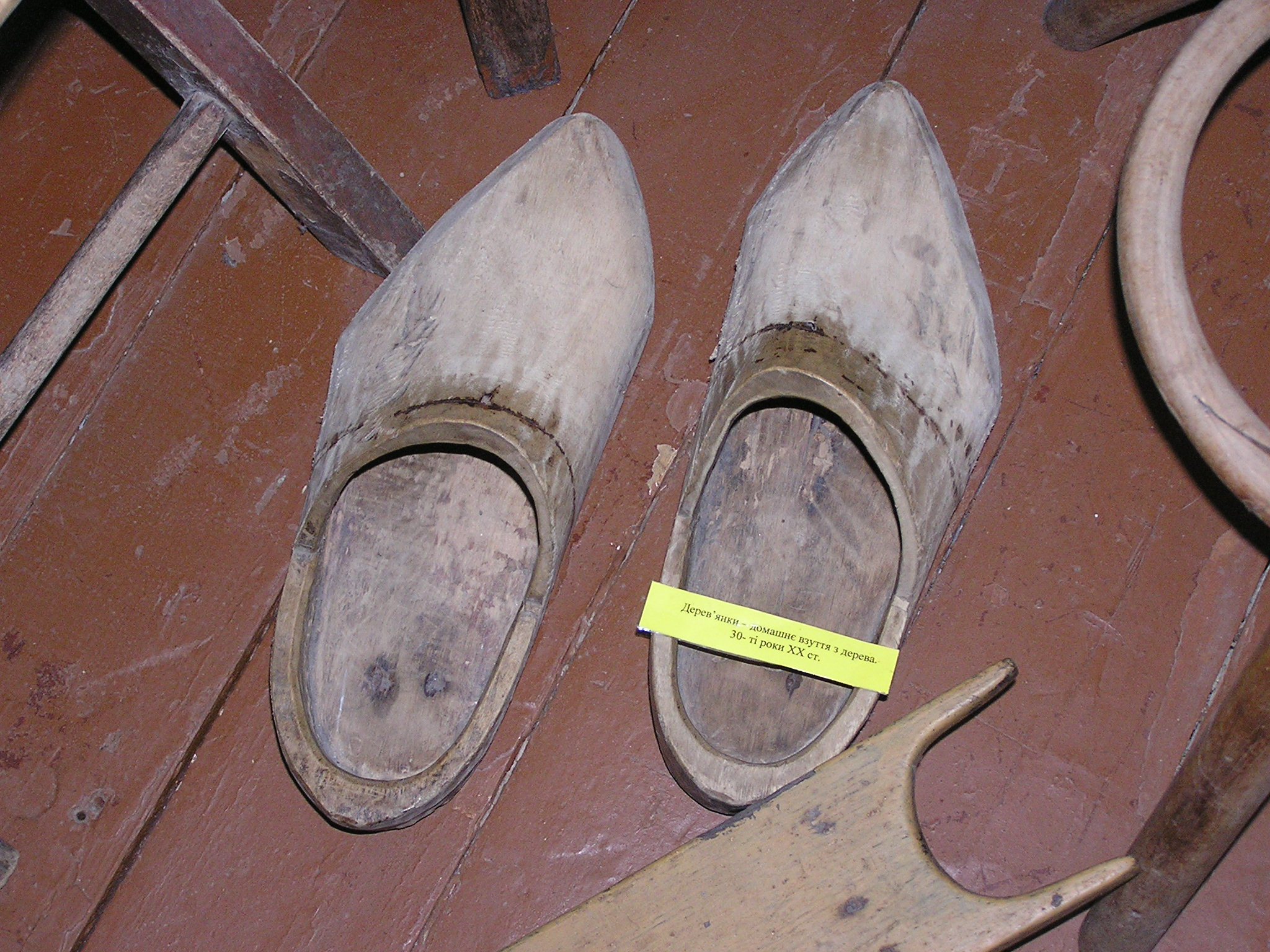
Дерев'янки — домашнє взуття з дерева, експонат музею історії Трускавця

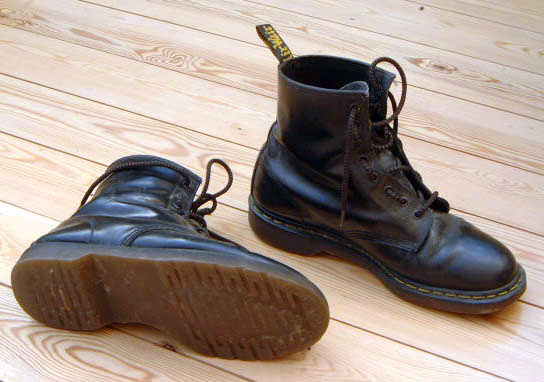
Черевики

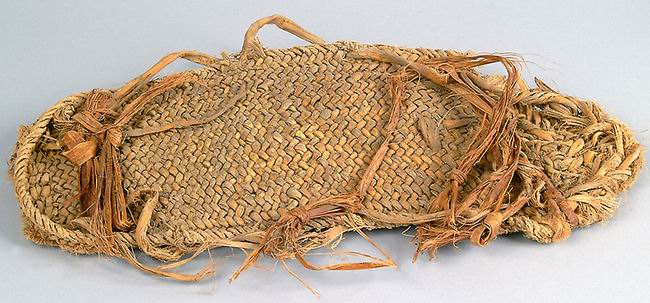
Сандалі XII століття

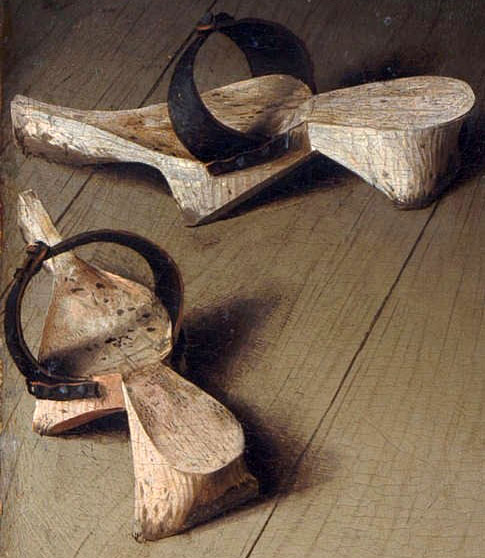
Деталь Портрету подружжя Арнольфіні, 1434 рік. Ван Ейк

Взуття́ — виріб, створений для захисту ніг. Застосовується насамперед для теплового і механічного захисту ніг.

## Історія
Історія взуття налічує не одне тисячоліття. Історик Ерік Трінакус з приватного Університету Вашингтона в Сент-Луісі, штат Міссурі, США, прийшов до висновку, що взуття з'явилося 26-30 тис. років тому на заході Євразії. Він проаналізував особливості скелета людей, що жили там в епоху середнього і пізнього палеоліту, звертаючи увагу на мізинець стопи, відмітив, що мізинець ставав все слабкішим, а потім почала змінюватися і форма стопи. Ця характерна деформація пов'язана з постійним носінням взуття.
На думку дослідників, перші в історії людства черевики були щось подібне до онучів з ведмедячих шкур, утеплених зсередини сухою травою. Правда, це всього лише припущення: до наших днів хутряні туфлі з устілками з сіна не дожили.
Відомості про те, яке взуття носили у Стародавньому Єгипті, найімовірніші: сандалі з пальмового листя або папірусу прикріплялися до ноги шкіряними ремінцями. Родовиті єгиптяни прикрашали ремінці вишуканими малюнками й коштовними каменями. У храмах і палаці фараона було заведено ходити босоніж, взуття залишали за порогом. Носіння взуття було долею аристократії, простолюдини і голими, дурними
У ассирійців, окрім сандаль, забезпечених задником для захисту п'яти, були в ході і високі черевики, що дуже нагадують сучасні.
Стародавні євреї носили туфлі зі шкіри, шерсти, очерету і дерева. Традиція наказувала роззуватися у присутності гостя, якому господарі хотіли виразити свою особливу пошану.
У Стародавній Греції, окрім простих сандаль уміли шити напівчеревики із задником, чобітки на шнуруванні, що підкреслювали стрункість ніг і що мали великий попит у жінок і ендроміси, — чоботи без носків. Але справжньою революцією став винахід греками взуттєвої пари, коли правий і лівий черевики шиються по різних лекалах. До такої очевидної, на наш нинішній погляд, ідеї людство йшло багато століть. Говорять, цьому відкриттю сприяли куртизанки. По їх замовленню шевці підбивали цвяхами взуття так, щоб вона залишала на піску сліди з написом «Слідуй за мною».
У римлян існували два види взуття: кальцеї (calcei) — туфлі, що закривають всю ногу і що зав'язуються спереду стрічкою або шнурком і солеї (soleae) — сандалі, що прикривають тільки підошву ноги і що прикріпляється до стопи ремінцями. З'являтися в публічних місцях у відкритому взутті вважалося моветоном (відгомін цієї традиції досі дуже сильний в Італії). Жіноче взуття було в основному білого кольору, чоловіче — чорного. У особливо урочистих випадках римляни надягали пурпурні або яскраво-червоні туфлі, прикрашені вишивками і перлами. Патриції прикріплювали своє взуття чотирма ременями, а плебеї одним.
Скіфські племена, за однією з гіпотез — предки східних слов'ян, віддавали перевагу м'яким високим чоботям, в які вони заправляли штани. Ці чоботи, що нагадують шкіряну панчоху, обтягували ногу за допомогою ременів, що охоплює ступню і кісточку. Під чоботи скіфи надягали довгі повстяні панчохи з пришитою повстяною підошвою. По верхньому краю панчіх часто нашивалися смуги з орнаментом з різноколірних клаптів. Поверх панчіх натягалися чоботи з м'якою шкіряною головкою, з халявами по коліна — так, щоб був видний орнаментований верх панчіх. Халяви чобіт були мозаїчними: вони зшивалися з квадратиків хутра і шкіри, що чергувалися (або хутра і кольорової повсті). У результаті взуття виглядало настільки своєрідно, що стародавні прозвали його «скіфським».
Жіноче взуття скіфських народів — півчобітки — найчастіше виготовлялося з тонкої шкіри червоного кольору і було багато орнаментовано. По місцю з'єднання головки з халявою була ушита смужка червоної шерстяної тасьми, прикрашеної шкіряними аплікаціями. Оригінально були оброблені й підошви — для прикраси використовували шкіру, бісер, сухожильну нитку. Багата обробка підошов скіфського взуття особливо дивує істориків: такі прикраси мали місце тільки при звичаї сидіти, склавши ноги п'ятами назовні так, як заведено у степових народів Азії.
Середньовічна Європа відкинула класичні сандалі, віддавши перевагу претензійним туфлям з довгими, заломленими вгору носами, які, по моді того часу, прикрашалися дзвіночками або бубонцями. Французький король Філіп IV навіть видав спеціальний закон, згідно з яким вся знать повинна була носити тільки таке взуття. У XIV столітті довжина туфель показувала знатність їх власника: рядовим дворянам дозволялося купувати взуття півтора, баронам — на два, князям — на три сантиметри більше дійсного розміру ноги. Щоб не спотикатися, князі нерідко прив'язували заломлений кінчик туфлі до ноги мотузкою.

## Матеріали для виготовлення взуття
- Гума
- Велюр
- Деревина
- Нубук
- Тканина
- Пінополіуретан
- Пластмаса
- Хутро
- Шкіра, дерматин

## Компоненти взуття
верх і низ взуття
- Підошва (платформа)
- Каблук
- Халява
- Шнурок, застібка-липучка (стрічка Velcro) чи резинки
- Шпилька

### Кріплення підошви
- клейове,
- литвом
- комбіноване

## Типи взуття
- сезонне (літнє, зимове тощо)
- демісезонне
- чоловіче
- жіноче
- унісекс
- Черевики
  - Калоші
- Туфлі
  - Мокасини
- Чоботи
  - Черевики
  - Валянки
  - Високі чоботи
  - Уггі
- Відкрите взуття
  - Босоніжки
  - В'єтнамки
  - Сандалі
  - Сланці
- Садове взуття
- Спортивне взуття
  - Кеди
  - Кросівки
  - Роликові кросівки
- Національне взуття
  - Ічиги
  - Каньги
  - Лапті
  - Личаки
  - Постоли
  - Сабо
  - Черевики
  - Чув'яки
- Домашнє взуття
  - Капці
- Бутильони

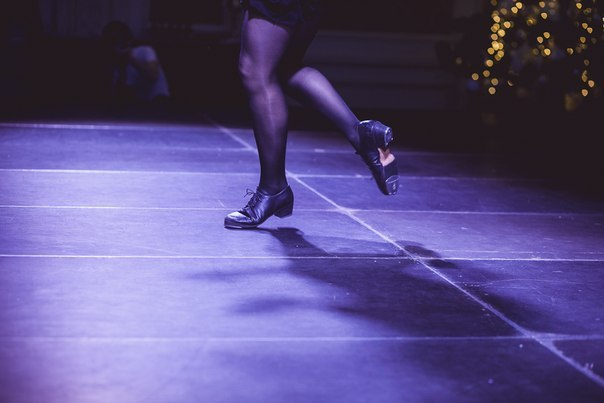

Також виділяють такий вид взуття як танцювальне. До останнього належать спеціальні туфлі балерин, степістів тощо.